# Warzno
Warzno (dodatkowa nazwa w j. kaszub. Wôrzno) – wieś kaszubska w Polsce, położona w województwie pomorskim, w powiecie wejherowskim, w gminie Szemud. Na zachód od wsi znajduje się jezioro Orzechowo.
| SIMC    | Nazwa     | Rodzaj    |
| ------- | --------- | --------- |
| 1015707 | Orzechowo | część wsi |

W latach 1975–1998 wieś administracyjnie należała do województwa gdańskiego.
Wieś biskupstwa włocławskiego w województwie pomorskim w II połowie XVI wieku. 